# Wayne City
Wayne City é uma vila localizada no estado americano de Illinois, no Condado de Wayne.

## Demografia
Segundo o censo americano de 2000, a sua população era de 1089 habitantes.
Em 2006, foi estimada uma população de 1070, um decréscimo de 19 (-1.7%).

## Geografia
De acordo com o United States Census Bureau tem uma área de
4,3 km², dos quais 4,3 km² cobertos por terra e 0,0 km² cobertos por água. Wayne City localiza-se a aproximadamente 138 m acima do nível do mar.

## Localidades na vizinhança
O diagrama seguinte representa as localidades num raio de 20 km ao redor de Wayne City.